# Sokol Cikalleshi
Sokol Cikalleshi (pronunciación albanés: ['sɔkɔl' tsikaɫɛʃi]; 27 de julio de 1990) es un futbolista albanés que juega como delantero en el Adanaspor de la TFF Primera División.
Es internacional absoluto con la selección de fútbol de Albania.
Hizo su debut profesional en 2007 a los 17 años con el Besa Kavajë de su ciudad natal, luego iría cedido a los clubes Skënderbeu, Tirana y al Incheon United de Corea del Sur entre 2011 y 2012. Se unió al Kukësi en 2013 y marcó 22 goles en todas las competiciones durante la campaña 2013-14, donde llamó la atención para que fuera convocado a la selección de fútbol de Albania así como del RNK Split croata que fichó al jugador en 2014 por una tarifa de 100 000 €. Fue el máximo goleador del club durante la campaña 2014-15, anotando 13 goles en todas las competiciones disputadas, antes de unirse al club turco İstanbul Başakşehir por una tarifa de 1,8 millones de euros en 2015.
Fue convocado por primera vez para a la Selección de fútbol de Albania por el entrenador Gianni De Biasi logrando debutar el 31 de mayo de 2014 contra Rumania. Desde que hizo su debut ha sido un jugador fundamental para su selección pues desde 2014 ha jugado más de 30 partidos y ha logrado marcar 6 goles.

## Trayectoria

### Besa Kavajë
Se unió al Besa Kavajë, equipo de su ciudad natal en 2002 cuando tenía 12 años y llegó a progresar en las categorías inferiores del club. Hizo su debut profesional en el primer plantel cuando tenía 17 años en un partido que su equipo disputó ante el Teuta Durrës válido por la Superliga de Albania en la temporada 2007-08 entrando como suplente en el medio tiempo en la victoria por 5-3. En la siguiente temporada fue un miembro importante del equipo sub-19 siendo el capitán que lo condujo hacía el título del campeonato nacional, en una temporada en la que también hizo 10 apariciones en la liga para el equipo profesional incluidas 2 aperturas. 
Bajo la dirección técnica de Shpëtim Duro se convirtió en un miembro habitual del primer plantel durante la campaña 2009-10, donde formó parte de la fuerza de ataque que incluía a Daniel Xhafaj y Vioresin Sinani siendo dos de los delanteros más prolíficos en la historia del fútbol albanés. Realizó 27 apariciones en la liga y marcó dos veces. Marcó su primer gol profesional el 29 de agosto de 2011 por la Kategoria Superiore ante el Shkumbini.
En esa misma temporada también le marco al Vllaznia. La campaña 2009-10 demostró ser una de las temporadas más exitosas del club ya que terminó subcampeón en la Kategoria Superiore detrás del Dinamo Tirana además fue campeón de la Copa de Albania por segunda vez en la historia. En este torneo Cikalleshi jugó un papel importante en la racha ganadora del club para salir campeón ya que hizo 8 apariciones y marcó dos veces, incluido el gol de la victoria en la semifinal contra el Shkumbini que envió a la final al Besa Kavajë, la cual le ganó al Vllaznia.

#### Préstamo a Skënderbeu
Después de tener una etapa exitosa en el Besa Kavajë fue cedido en condición de préstamo al Skënderbeu en un contrato de 6 meses.

#### Préstamo al Tirana
El 27 de enero de 2012 fichó cedido por el Tirana hasta el final de la temporada 2011-12, tras una exitosa prueba en el club, afirmando que era la "oportunidad de su vida" de jugar en el equipo. Debutó el 29 de enero por la Copa de Albania ante el Bylis entrando como suplente en el minuto 63 por Klodian Duro en el empate sin goles.

#### Préstamo al Incheon United
En julio de 2012 obtiene su  primera experiencia internacional al unirse al Incheon United FC de Corea del Sur en un acuerdo de préstamo por 6 meses. Durante su tiempo en el Blue-Blacks hizo seis apariciones, solo dos de ellas como titular acumulando 193 minutos en el proceso.

### Kukësi
En agosto de 2013 se unió al FK Kukësi con un contrato de un año. Hizo su debut el 4 de septiembre durante la derrota por 1-0 contra el recién ascendido KF Lushnja. Abrió su cuenta de goleadores ocho semanas después donde marcó durante la derrota por 2-1 ante Flamurtari, a la que le siguió otro gol a la semana siguiente marcado ante el Laçi, donde el Kukësi ganó en los últimos segundos gracias a un penalti.
El 6 de noviembre en el partido de vuelta de la primera ronda de la Copa de Albania 2013-14 anotó en una goleada por 5-0 sobre Naftëtari lo que ayudó al Kukësi a avanzar en la siguiente ronda con el global 6-0. Marcó por cuarto partido consecutivo, esta vez contra su antiguo equipo, el KF Tirana, ayudando a su equipo a imponerse 2-1 en el Estadio Zeqir Ymeri; siendo seleccionado como el jugador del partido.

### RNK Split
Tras la eliminación de FK Kukësi de la Europa League, el 16 de julio de 2014 fichó por el RNK Split de Croacia con un contrato de tres años por 100.000 €. Fue presentado el mismo día en el que eligió el equipo número 99. Sin embargo el Kukësi afirmó que no le darían permiso a Cikalleshi para jugar ya que sus documentos aún estaban en el club. Además añadió que al jugador aún le quedaba un año más de contrato y que enviarían el caso a la FIFA y a la UEFA.
El 19 de agosto marcó su primer gol con el RNK Split en un partido contra el NK Hrvace, válido para la Copa de Croacia 2014-15.

### Estambul Başakşehir

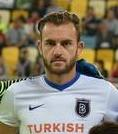
Cikalleshi con İstanbul Başakşehir en 2016

El 6 de junio de 2015, el RNK Split aceptó la oferta de 1,8 millones de euros del equipo turco Estambul Başakşehir para transferir a Cikalleshi al club de la Süper Lig. Fue presentado diez días después, logrando firmar un contrato por 4 años.

#### Préstamo al Akhisar Belediyespor
En enero de 2017 fue cedido al Akhisar Belediyespor hasta el final de la temporada. Hizo su debut pocos días después contra el Gümüşhanespor en un partido válido por la Copa de Turquía jugando como titular en la victoria por 3-1, logrando su equipo avanzar a los cuartos de final. Marcó su primer gol el 13 de marzo de 2017 contra el Trabzonspor en el minuto 11 para el primer gol del partido que finalmente terminó en la derrota por 1-3. El 1 de abril de 2017 anotó 1 gol contra el İstanbul Başakşehir en el minuto 90 + 4 para darle la victoria a su equipo por 2-1. El 23 de abril de 2017 anotó un gol y proporcionó una asistencia contra el Bursaspor en la victoria por 5-1. En la siguiente semana de juego dio 2 asistencias para todos los goles del equipo marcados contra Kasımpaşa en la victoria por 2-0, lo que hizo que Akhisar Belediyespor se asegurara la posición en la Süper Lig para la próxima temporada. El 8 de mayo de 2017 anotó dos goles de forma rápida entre los 3 minutos y también hizo un tiro que provocó un gol en propia puerta de un defensa del Gaziantepspor, su club se llevó una gloriosa victoria por 6-0. Anotó su sexto gol el 22 de mayo de 2017 contra Alanyaspor en una victoria por 3-0.

#### Regreso
Cikalleshi fue incluido en la lista del equipo para participar en la tercera ronda de clasificación de la UEFA Champions League 2017-18.

### Osmanlıspor
El 28 de agosto de 2017 firmó un contrato de tres años con el Osmanlıspor equipo también de la Süper Lig, trasladándose desde Estambul Başakşehir por una tarifa de 2 millones de euros y ganando 2,5 millones de euros por temporada. Hizo su debut el 10 de septiembre contra Göztepe entrando como suplente en el medio tiempo en la derrota por 0-2.
Comenzó el 2018 de una manera fenomenal, ya que se le dio un lugar inicial en el partido de octavos de final de la Copa de Turquía 2017-18 contra el Beşiktaş, en el que logró anotar dos veces respectivamente en el minuto 86 para equilibrar el marcador sólo 3 minutos después de la desventaja y en el minuto 88 para darle a su equipo la victoria por 2-1; sin embargo sus goles no le fueron suficientes a su equipo pues el Beşiktaş fue quien avanzó de fase, después al ganar el partido de ida por 4-1.

### Akhisar Belediyespor
El 16 de enero de 2019 regresó por sorpresa a la máxima categoría turca al fichar por el Akhisar Belediyespor, con quien tuvo una temporada exitosa, aunque breve durante la temporada 2016-17. Firmó un contrato hasta junio de 2022 y se le asignó el número 37. En su primer partido dos días después jugó en la segunda mitad y anotó el único gol del club en la derrota en casa 1-3 ante el Beşiktaş.

## Selección nacional

### Juveniles
Ha formado parte de las selecciones sub-19, sub-20 y sub-21 de Albania.
Formó parte de la selección sub-19 que participó en las eliminatorias del Campeonato Europeo de la UEFA Sub-19 de 2009. Su primera aparición con la selección sub-19 ocurrió el 10 de octubre de 2008 en la jornada 2 del Grupo 5 contra Serbia, que terminó en una derrota fuera de casa por 5-0. Luego hizo otra aparición cuando Albania terminó el Grupo 9 en la última posición.
En junio de 2009, Cikalleshi fue convocado por el entrenador por Artan Bushati a la selección sub-20, para formar parte del equipo en los Juegos Mediterráneos de 2009. Jugó como titular en los dos partidos del Grupo D; en el primero, una derrota 1-2 ante Túnez, jugó durante 70 minutos y en el segundo jugó el partido completo en una derrota 0-3 ante España que trajo la eliminación del torneo.
Luego formó parte del equipo sub-21 para las eliminatorias del Eurocopa Sub-21 de 2011, donde Albania se colocó en el Grupo 10. Cikalleshi hizo su debut competitivo el 13 de noviembre de 2009 en la jornada 6 contra Austria ingresando en los últimos momentos cuando Albania empató 2-2. Más tarde, el 4 de septiembre de 2010, con Albania ya eliminada, jugó su primer partido como titular en la última jornada contra Azerbaiyán, anotando un gol al no poder evitar la derrota por 3-2 como visitante. Albania terminó el Grupo 10 en la cuarta posición con solo 4 unidades en 8 partidos.

### Absoluta
Después de sus buenas actuaciones con el Kukësi durante la temporada 2013-14, Cikalleshi recibió su primera convocatoria para la selección absoluta de Albania de la mano del técnico Gianni De Biasi para los amistosos contra Rumania en mayo y Hungría y San Marino en junio de 2014. Hizo su debut internacional el 31 de mayo en la derrota a domicilio por 1-0 ante Rumanía, jugando en la primera mitad antes de marcharse Shkëlzen Gashi.
El 16 de noviembre de 2015 salió de la banca para anotar su primer gol internacional con su  selección en el minuto 94 para darle el empate 2-2 en un amistoso en casa contra Georgia en el último partido internacional jugado en el estadio Qemal Stafa.
Cikalleshi perdió su lugar en la alineación titular desde principios de 2016 debido a los buenos momentos de su compañero Armando Sadiku. Sin embargo fue parte del equipo preliminar de 27 jugadores para la disputar la Eurocopa 2016 aunque después la lista fue reducida a 23 pero de igual manera fue incluido. Debutó en el torneo contra Suiza en el partido inaugural, ingresando en los últimos 15 minutos cuando Albania sufrió una derrota por 1-0. Esos fueron los únicos minutos que jugó durante la campaña ya que fue un suplente no utilizado en los siguientes partidos contra Francia y Rumanía. Albania terminó el grupo en la tercera posición con tres puntos y con una diferencia de goles de -2, y se ubicó en el último lugar de los equipos en tercer lugar, que finalmente los eliminó.
Cikalleshi apenas se utilizó en la campaña de clasificación para la Copa Mundial de la FIFA 2018. Hizo solo 3 apariciones, de las cuales una como titular acumulando 132 minutos sin anotar. En septiembre de 2017, fue convocado y luego omitido por el técnico Christian Panucci para los partidos contra Liechtenstein y Macedonia cuando pidió permiso para concluir su transferencia en el Osmanlıspor.

## Estadísticas

### Clubes
Actualizado al 19 de enero de 2019
| Club                          | Temporada        | Liga                    | Liga        | Liga  | Copas nacionales | Copas nacionales | Europe      | Europe | Otros       | Otros | Total       | Total |
| Club                          | Temporada        | División                | Apariciones | Goles | Apariciones      | Goles            | Apariciones | Goles  | Apariciones | Goles | Apariciones | Goles |
| ----------------------------- | ---------------- | ----------------------- | ----------- | ----- | ---------------- | ---------------- | ----------- | ------ | ----------- | ----- | ----------- | ----- |
| Besa                          | 2007-08          | Kategoria Superiore     | 1           | 0     | —                | —                | —           | —      | —           | —     | 1           | 0     |
| Besa                          | 2008-09          | Kategoria Superiore     | 10          | 0     | —                | —                | —           | —      | —           | —     | 10          | 0     |
| Besa                          | 2009-10          | Kategoria Superiore     | 27          | 2     | 6                | 2                | —           | —      | —           | —     | 33          | 4     |
| Besa                          | 2010-11          | Kategoria Superiore     | 15          | 6     | 1                | 1                | 1           | 0      | 1           | 0     | 19          | 7     |
| Besa                          | 2012-13          | Kategoria Superiore     | 4           | 3     | —                | —                | —           | —      | —           | —     | 4           | 3     |
| Besa                          | Total            | Total                   | 57          | 11    | 7                | 3                | 2           | 0      | 1           | 0     | 67          | 14    |
| Skënderbeu (cedido)           | 2010-11          | Kategoria Superiore     | 4           | 0     | 1                | 0                | —           | —      | —           | —     | 5           | 0     |
| Tirana (cedido)               | 2011-12          | Kategoria Superiore     | 13          | 2     | 9                | 3                | —           | —      | —           | —     | 22          | 5     |
| Incheon United (cedido)       | 2012             | K-League                | 6           | 0     | —                | —                | —           | —      | —           | —     | 6           | 0     |
| Kukësi                        | 2013-14          | Kategoria Superiore     | 30          | 17    | 9                | 5                | 2           | 0      | —           | —     | 41          | 22    |
| Kukësi                        | 2014-15          | Kategoria Superiore     | —           | —     | —                | —                | 2           | 0      | —           | —     | 2           | 0     |
| Kukësi                        | Total            | Total                   | 30          | 17    | 9                | 4                | 4           | 0      | —           | —     | 43          | 21    |
| RNK Split                     | 2014–15          | Primera Liga de Croacia | 32          | 10    | 7                | 3                | —           | —      | —           | —     | 39          | 13    |
| İstanbul Başakşehir           | 2015-16          | Süper Lig               | 27          | 6     | 8                | 7                | 2           | 0      | —           | —     | 37          | 13    |
| İstanbul Başakşehir           | 2016-17          | Süper Lig               | 2           | 0     | 6                | 3                | 3           | 0      | —           | —     | 11          | 3     |
| İstanbul Başakşehir           | 2017-18          | Süper Lig               | 2           | 0     | —                | —                | 0           | 0      | —           | —     | 2           | 0     |
| İstanbul Başakşehir           | Total            | Total                   | 31          | 6     | 14               | 10               | 5           | 0      | —           | —     | 50          | 16    |
| Akhisar Belediyespor (cedido) | 2016-17          | Süper Lig               | 14          | 7     | 2                | 0                | —           | —      | —           | —     | 16          | 7     |
| Osmanlıspor                   | 2017-18          | Süper Lig               | 25          | 6     | 4                | 2                | —           | —      | —           | —     | 29          | 8     |
| Osmanlıspor                   | 2018-19          | Primera División TFF    | 1           | 0     | 0                | 0                | —           | —      | —           | —     | 1           | 0     |
| Osmanlıspor                   | Total            | Total                   | 26          | 6     | 4                | 2                | —           | —      | —           | —     | 30          | 8     |
| Göztepe (cedido)              | 2018–19          | Süper Lig               | 7           | 0     | 3                | 2                | —           | —      | —           | —     | 10          | 2     |
| Akhisar Belediyespor          | 2018–19          | Süper Lig               | 3           | 0     | 2                | 2                | —           | —      | —           | —     | 5           | 2     |
| Total en carrera              | Total en carrera | Total en carrera        | 223         | 59    | 58               | 30               | 11          | 0      | 1           | 0     | 293         | 89    |

1. ↑  Incluidas las competiciones continentales, como la UEFA Champions League y la UEFA Europa League
2. ↑  Incluidas otras competiciones como la Supercopa de Albania
3. 1 2 3 4 5  Todas las apariciones en la UEFA Europa League
4. ↑  Incluida una aparición en la Supercopa de Albania
5. ↑  Todas la apariciones en la UEFA Champions League

### Internacional
Actualizado al 18 de noviembre de 2020
| Selección | Año   | Apariciones | Goles |
| --------- | ----- | ----------- | ----- |
| Albania   | 2014  | 7           | 0     |
| Albania   | 2015  | 8           | 1     |
| Albania   | 2016  | 7           | 1     |
| Albania   | 2017  | 4           | 0     |
| Albania   | 2018  | 2           | 0     |
| Albania   | 2019  | 6           | 4     |
| Albania   | 2020  | 3           | 4     |
| Total     | Total | 37          | 10    |

| N.º | Fecha                    | Lugar                                         | Cap | Adversario  | Goles | Resultado | Competición                         |
| --- | ------------------------ | --------------------------------------------- | --- | ----------- | ----- | --------- | ----------------------------------- |
| 1   | 16 de noviembre de 2015  | Qemal Stafa Stadium, Tirana, Albania          | 15  | Georgia     | 2–2   | 2–2       | Amistoso                            |
| 2   | 29 de marzo de 2016      | Stade Josy Barthel, Route d'Arlon, Luxemburgo | 17  | Luxemburgo  | 2–0   | 2–0       | Amistoso                            |
| 3   | 11 de junio de 2019      | Elbasan Arena, Elbasan, Albania               | 30  | Moldavia    | 1–0   | 2–0       | Clasificación para la Eurocopa 2020 |
| 4   | 7 de septiembre de 2019  | Stade de France, Saint-Denis, Francia         | 31  | Francia     | 1–4   | 1–4       | Clasificación para la Eurocopa 2020 |
| 5   | 10 de septiembre de 2019 | Elbasan Arena, Elbasan, Albania               | 32  | Islandia    | 4–2   | 4–2       | Clasificación para la Eurocopa 2020 |
| 6   | 14 de octubre de 2019    | Zimbru Stadium, Chișinău, Moldavia            | 34  | Moldavia    | 1–0   | 4–0       | Clasificación para la Eurocopa 2020 |
| 7   | 4 de septiembre de 2020  | Dinamo Stadium, Minsk, Bielorrusia            | 35  | Bielorrusia | 1–0   | 2–0       | Liga de Naciones de la UEFA 2020-21 |
| 8   | 15 de noviembre de 2020  | Arena Kombëtare, Tirana, Albania              | 36  | Kazajistán  | 1–0   | 3–1       | Liga de Naciones de la UEFA 2020-21 |
| 9   | 18 de noviembre de 2020  | Arena Kombëtare, Tirana, Albania              | 37  | Bielorrusia | 1–0   | 3–2       | Liga de Naciones de la UEFA 2020-21 |
| 10  | 18 de noviembre de 2020  | Arena Kombëtare, Tirana, Albania              | 37  | Bielorrusia | 2–0   | 3–2       | Liga de Naciones de la UEFA 2020-21 |

## Palmarés

### Clubes

#### Besa[49]
- Copa de Albania : 2009-10
- Supercopa de Albania : 2010

#### Skënderbeu[49]
- Kategoria Superiore : 2010-11

### Individual
- Máximo goleador de la Copa de Turquía : 2016-17 (6 goles)
- Jugador del mes de la Superliga albanesa : marzo de 2014[50]

## Estilo de juego
Es un jugador de ataque versátil, conocido por su capacidad goleadora y su destreza aérea. También es un jugador muy fuerte con el balón que es capaz de dominarlo con ambos pies. Además de eso también es un gran jugador en el aire y es considerado una amenaza aérea.